# امینلی
امینلی (به ترکی آذربایجانی: Əminli) یک منطقه مسکونی در جمهوری آذربایجان است که در شهرستان ماساللی واقع شده‌است. امینلی ۹۲۳ نفر جمعیت دارد. دهیاری امینلی شامل روستاهای امینلی و شهریار است.